# Двір Кропивно
Двір Кропивно (біл. вёска Двор Крапіўна) — село в складі Мядельського району Мінської області, Білорусь. Село підпорядковане Слобідзькій сільській раді, розташоване в північній частині області.